# Mein Grundeinkommen
Mein Grundeinkommen ist ein gemeinnütziger, eingetragener Verein, der sich für die Verbreitung der Idee des bedingungslosen Grundeinkommens und dessen Erforschung einsetzt.
Der Verein wurde im Juli 2014 in Berlin von Michael Bohmeyer gegründet. Zu den Hauptaktivitäten gehören die Verlosung einjähriger Grundeinkommen, Kampagnen, Bildungsveranstaltungen und Kooperationen zum Grundeinkommen sowie eigene Forschung. Der Verein finanziert sich durch spendenbasiertes Crowdfunding.

## Geschichte
Aufgrund der persönlichen Erfahrung des Gründers Bohmeyer, jeden Monat 1.000 Euro zu erhalten, die er als Mitgründer eines Unternehmens aus passivem Einkommen erhält, entwickelte er die Idee, dies auch anderen Menschen zu ermöglichen. Im Sommer 2014 wurden in einer Crowdfunding-Kampagne erstmals insgesamt vier einjährige Grundeinkommen in Höhe von jeweils 12.000 Euro gesammelt. Das Projekt ist das erste nicht-staatliche dieser Art. Bohmeyer gründete daraufhin den gemeinnützigen Verein Mein Grundeinkommen, der regelmäßig spendenbasierte Grundeinkommen vergibt.
Bekannter wurde der Verein auch durch das Anfang 2019 erschienene Buch Was würdest du tun? von Michael Bohmeyer und Claudia Cornelsen. Dafür befragten sie 24 Gewinner in ganz Deutschland und fassten die Erfahrung systematisch zu Sechs Facetten des Grundeingekommensgefühls zusammen. Direkt nach Erscheinen landete das Buch auf Platz 3 der Spiegel-Bestsellerliste.
2020 initiierte der Verein das Pilotprojekt Grundeinkommen, für das sich rund zwei Millionen Menschen beworben haben. Das vom Deutschen Institut für Wirtschaftsforschung Berlin und der Wirtschaftsuniversität Wien begleitete spendenfinanzierte Pilotprojekt zahlt 122 Menschen für drei Jahre jeden Monat 1200 Euro aus, die hierfür lediglich einen Fragebogen zu Erhebung der Daten ausfüllen müssen. Wenn die Pilotphase erfolgreich war und sich deutliche Effekte abzeichnen, will der Verein eine zweite, darauf aufbauende Studie durchführen.
Seit 2019 arbeitet Mein Grundeinkommen mit einer holokratischen Organisationsform.

## Ansatz und Idee des Vereins
Der Verein erforscht das Bedingungslose Grundeinkommen, in dem er es im kleinen Rahmen modelliert und damit Praxiserfahrungen und wissenschaftliche Erkenntnisse schafft. Dies geschieht durch monatliche Verlosungen von 1-Jahres-Grundeinkommen von 1000 € pro Monat und dem Pilotprojekt Grundeinkommen, eines wissenschaftlichen Feldexperiments in Kooperation mit dem Deutschen Institut für Wirtschaftsforschung und der Wirtschaftsuniversität Wien.
Unter einem Bedingungslosen Grundeinkommen versteht der Verein eine garantierte, individuelle, monatliche Geldzahlung in existenz- und teilhabesichernder Höhe, an die keine Bedingungen geknüpft sind und für die es keine Bedürftigkeitsprüfung gibt.
Der Verein will herausfinden, ob das Bedingungslose Grundeinkommen helfen kann, drängende gesellschaftliche Herausforderungen wie den Klimawandel, die soziale Spaltung und die Digitalisierung zu meistern.
Bohmeyer selbst räumte in einem Interview ein, dass die größte Schwachstelle der Initiative sei, dass die Grundeinkommen immer zusätzliches, geschenktes Geld wären und nicht mit einer Form von Steuer verrechnet würden, so wie das bei einem realen Grundeinkommen der Fall wäre. Da es nur für ein Jahr und steuerfrei ausbezahlt wird, könne der Verein das Grundeinkommen derzeit nur als stark vereinfachtes Modell testen. Im Rahmen der zweiten Studie seines Pilotprojekts Grundeinkommen plant der Verein allerdings die Finanzierbarkeit des Grundeinkommens und die dafür nötigen Steuermodelle zu erforschen.

## Grundeinkommen durch Crowdfunding
Das Prinzip der Vergabe der Grundeinkommen basiert darauf, dass freiwillige Spenden von Privatpersonen gesammelt werden, die anschließend regelmäßig verlost werden. Immer wenn 12.000 Euro gesammelt wurden, kann ein weiteres Grundeinkommen verlost werden. Die Bezieher werden durch ein öffentliches Losverfahren ermittelt.
Jeder kann an den Verlosungen teilnehmen. Man hat entweder die Möglichkeit, sich ohne eine Spende zu jeder Verlosung manuell anzumelden, oder als sogenanntes „Crowdhörnchen“, das heißt als dauerhafter Spender automatisch an jeder Verlosung teilnehmen. Der zu spendende Betrag ist den Spendern dabei freigestellt. Derzeit generieren über 200.000 dauerhafte Spender ein monatliches Spendenvolumen von 878.648 Euro (Stand: August 2022).
Der Verein konnte so bisher (Stand: August 2022) etwa 1200 Grundeinkommen verlosen, die in Form von 1000 Euro monatlich für ein Jahr an die Gewinner überwiesen wurden. In einem Blog auf der Vereinswebsite sowie in den Medien veröffentlichen etwa die Hälfte der Bezieher ihre Erfahrungen.